# Intermedia Films
Intermedia Films lub po prostu Intermedia – niezależna wytwórnia filmowa będącą w całości własnością IM Internationalmedia AG.
Wytwórnia działała głównie jako koproducent, finansując filmy za pośrednictwem funduszy IMF (Internationale Medien und Film, ang. „International Media and Film”).
Od 2012 roku biblioteka Intermedia była własnością Rona Tutora i Davida Bergsteina. W pewnym momencie Intermedia stała się IM Global.

## Historia
Intermedia została założona w Londynie w 1991 roku jako Intermedia Film Equities. Dwa lata później Intermedia rozpoczęła działalność w Los Angeles, podobnie jak Pacifica Film Distribution. Obie firmy połączyły się w 2000 roku.
Pierwszym zauważalnym sukcesem wytwórni był film Przypadkowa dziewczyna, który otworzył festiwal filmów niezależnych Sundance Film Festival.
W 2000 roku IM Internationalmedia AG przeprowadziła pierwszą publiczną ofertę swoich akcji na Nowym Rynku. W 2001 roku Intermedia przejęła bibliotekę studia filmowego Largo Entertainment.

## Struktura firmy
Uwaga: Wszystkie spółki zależne były w 100% własnością jednostki dominującej.
- IM Internationalmedia AG
  - IM Filmproduktions-und Vertriebs GmbH & Co. KG
  - Pacifica Film Distribution LLC
  - Pacifica Film Development Inc
  - Intermedia Film Equities Ltd
    - Intermedia Film Distribution Ltd
    - Intermedia Music Ltd
    - Intermedia.com Ltd
    - MEI Filme Ltd.

  - Intermedia Film Equities USA Inc
    - Intermedia Distribution Inc.
    - Intermedia Music Inc.

## Wybrane filmy
- 1998: Przypadkowa dziewczyna (Sliding Doors) (koprodukcja z Mirage Enterprises, dystrybuowany przez Miramax i Paramount Pictures)
- 2000: Siostra Betty (Nurse Betty) (koprodukcja z Gramercy Pictures, Pacifica Film, Propaganda Films, ab'-stract pictures, dystrybuowany przez USA Films)
- 2001: Powiedz tak (The Wedding Planner) (koprodukcja z Columbia Pictures, Dee Gee Entertainment, IMF Internationale Medien und Film GmbH & Co. Produktions KG, Prufrock Pictures i Tapestry Films, dystrybuowany przez Columbia Pictures)
- 2001: K-PAX (tytuł wersji niemieckojęzycznej K-PAX: Alles ist möglich) (koprodukcja z Universal Pictures i Lawrence Gordon Productions)
- 2002: K-19 The Widowmaker (K-19: The Widowmaker) (koprodukcja z First Light Production, IMF Internationale Medien und Film GmbH & Co. 2. Produktions KG, K-19 Film Production, National Geographic Society, New Regency Pictures i Palomar Pictures, dystrybuowany przez New Films International i Paramount Pictures)
- 2002: Spokojny Amerykanin (The Quiet American) (koprodukcja z IMF Internationale Medien und Film GmbH & Co. 2. Produktions KG, Mirage Enterprises, Pacifica Film i Saga, dystrybuowany przez Miramax Films)
- 2002: Adaptacja (Adaptation.) (koprodukcja z Beverly Detroit, Clinica Estetico, Good Machine, Magnet Productions i Propaganda Films, dystrybuowany przez Screen Gems i Columbia Pictures)
- 2003: Terminator 3: Bunt maszyn (Terminator 3: Rise of the Machines) (koprodukcja z C2 Pictures, IMF Internationale Medien und Film GmbH & Co. Produktions KG, Mostow/Lieberman Productions i IMF Internationale Medien und Film GmbH & Co. 3. Produktions KG, dystrybuowany przez Warner Bros. (USA) i Columbia Pictures (pozost.))
- 2004: Aleksander (Alexander) (koprodukcja z Warner Bros., Pacifica Film, Egmond Film & Television, France 3 Cinéma, IMF Internationale Medien und Film GmbH & Co. 3. Produktions KG i Pathé Renn Productions, dystrybuowany przez SPI International Polska)
- 2004: Aviator (The Aviator) (koprodukcja z Forward Pass, Appian Way, Initial Entertainment Group i Cappa Productions, dystrybuowany przez Warner Bros. i Miramax Films)
- 2006: Nagi instynkt 2 (Basic Instinct 2) (koprodukcja z Columbia Pictures, Metro-Goldwyn-Mayer, C2 Pictures, IMF Internationale Medien und Film GmbH & Co. 3. Produktions KG i Kanzaman)